# Tortolì
Tortolì (en sardo: Tortuelie) es un municipio de Italia de 10.661 habitantes en la provincia de Nuoro, región de Cerdeña. Hasta 2016, junto con Lanusei, fue la capital de la provincia de Ogliastra.

## Geografía

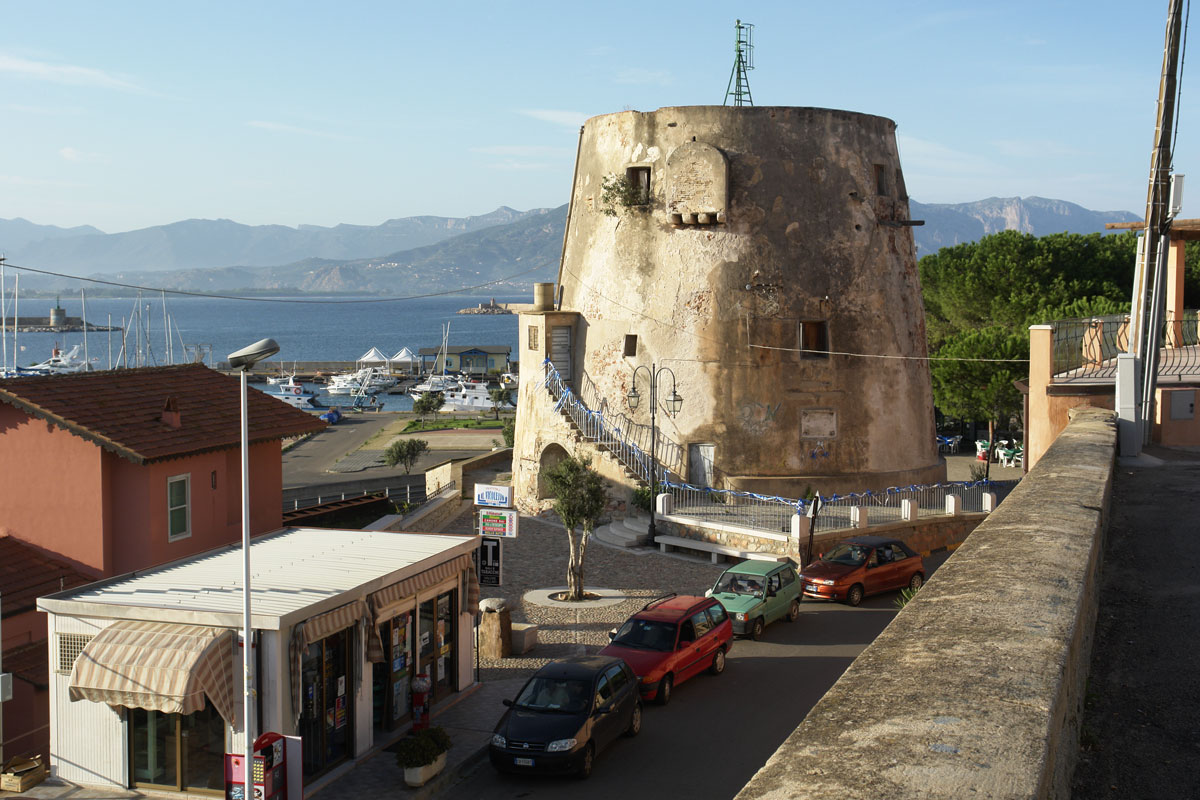
Torre de San Miguel en el puerto de Arbatax.

Se encuentra situada en la costa este de Cerdeña. Su puerto, en cuyos alrededores se encuentra el núcleo más denso de población, se conoce como Arbatax. Cuenta con un aeropuerto que conecta la ciudad con la Italia continental y con Europa.

## Historia
Tortolì fue sucesivamente conquistada por los cartagineses, romanos, vándalos, omeyas y los españoles. Formó parte del juzgado de Cagliari ("Giudicato di Cagliari") durante el siglo XII.

## Evolución demográfica
| Gráfica de evolución demográfica de Tortolì entre 1861 y 2009 |
|                                                               |
| Fuente ISTAT - Elaboración gráfica de Wikipedia               |